# Спас Игуменов
Спас Игуменов е български възрожденски духовник и общественик от Македония, станал по-късно сърбоманин.

## Биография
Роден е в 1849 година. Става свещеник към Българската екзархия. Спас Игуменов е виден член на Прилепската българска община и неин председател. Общината постига големи успехи в 1882 - 1883 година под ръководството на поп Спас Игуменов - успява да устрои финансовото положение на църквата, така че да има приход от 100 - 150 лири, урежда манастира Трескавец и възнамерява да построи ново девическо училище и сиропиталище.
В 1899 година като архиерейски наместник в Прилеп е арестуван заедно с члена на казалийския смесен съвет в града Никола Крапчев от османските власти след убийството на един от видните сръбски агитатори в Прилеп.
Отстранен е от Българската екзархия в края на XIX век заради съмнения в корупция. След това е вербуван от агентите на сръбската пропаганда в Македония.
Според някои източници е убит в 1904 година по заповед на ВМОРО, като изпълнител на присъдата е прилепският войвода Милан Гюрлуков. Според други източници Спас Игуменов успява да преживее, като след сръбската окупация на Вардарска Македония в 1912 година е назначен за старейшина на църквата „Свето Благовещение“ в Прилеп от митрополит Варнава Сръбски и умира в 1921 година.